# Circonscription électorale de Fukuoka
La circonscription électorale de Fukuoka (福岡県選挙区, Fukuoka-ken senkyo-ku) est une subdivision électorale de la Chambre des conseillers du Japon, représentant la préfecture de Fukuoka. Six conseillers y sont élus selon la méthode du vote unique non transférable.

## Conseillers
| Série 1                           | Série 1                           | Série 1                         | Série 1                         | Série 1                         | Série 1                                  | Élection                    | Série 2                          | Série 2                          | Série 2                         | Série 2                         | Série 2                         | Série 2                         |
| 1er (1947 : 1er, mandat de 6 ans) | 1er (1947 : 1er, mandat de 6 ans) | 2e (1947 : 2e, mandat de 6 ans) | 2e (1947 : 2e, mandat de 6 ans) | 3e (1947 : 3e, mandat de 6 ans) | 3e (1947 : 3e, mandat de 6 ans)          | Élection                    | 1er (1947 : 4e, mandat de 3 ans) | 1er (1947 : 4e, mandat de 3 ans) | 2e (1947 : 5e, mandat de 3 ans) | 2e (1947 : 5e, mandat de 3 ans) | 3e (1947 : 6e, mandat de 3 ans) | 3e (1947 : 6e, mandat de 3 ans) |
| --------------------------------- | --------------------------------- | ------------------------------- | ------------------------------- | ------------------------------- | ---------------------------------------- | --------------------------- | -------------------------------- | -------------------------------- | ------------------------------- | ------------------------------- | ------------------------------- | ------------------------------- |
|                                   | Shunsaku Noda (ja) (Ind.)         |                                 | Kanae Hatano (ja) (PSJ)         |                                 | Tamotsu Hashigami (ja) (PD)              | 1947                        |                                  | Torazō Hamada (ja) (PSJ)         |                                 | Senju Shimada (ja) (PSJ)        |                                 | Inō Dan (ja) (PLJ)              |
|                                   | Shunsaku Noda (ja) (Ind.)         | Hōsei Yoshida (ja) (PSJ)        | Kanae Hatano (ja) (PSJ)         | 1950,                           |                                          |                             |                                  | Torazō Hamada (ja) (PSJ)         |                                 | Senju Shimada (ja) (PSJ)        |                                 | Inō Dan (ja) (PLJ)              |
| 1950                              | Shunsaku Noda (ja) (Ind.)         | Hōsei Yoshida (ja) (PSJ)        | Kanae Hatano (ja) (PSJ)         | Masao Komatsu (ja) (PSJ)        |                                          | Inō Dan (PL)                |                                  | Takao Nishida (ja) (PDP)         |                                 |                                 |                                 |                                 |
|                                   | Hōsei Yoshida (PSJ de gauche)     |                                 | Toshihiro Kennoki (ja) (PL)     | Masao Komatsu (ja) (PSJ)        |                                          | Inō Dan (PL)                | Shunsaku Noda (Ryokufūkai)       | Takao Nishida (ja) (PDP)         | 1953                            |                                 |                                 |                                 |
| ,1955                             | Hōsei Yoshida (PSJ de gauche)     |                                 | Toshihiro Kennoki (ja) (PL)     | Masao Komatsu (ja) (PSJ)        | Tsunekatsu Yamamoto (ja) (PSJ de gauche) |                             | Shunsaku Noda (Ryokufūkai)       | Takao Nishida (ja) (PDP)         |                                 |                                 |                                 |                                 |
| 1956                              | Hōsei Yoshida (PSJ de gauche)     | Tsunekatsu Yamamoto (PSJ)       | Toshihiro Kennoki (ja) (PL)     |                                 | Kiyomi Abe (ja) (PSJ)                    |                             | Shunsaku Noda (Ryokufūkai)       | Takao Nishida (PLD)              |                                 |                                 |                                 |                                 |
| ,1958                             | Hōsei Yoshida (PSJ de gauche)     | Isamu Koyanagi (ja) (PSJ)       | Toshihiro Kennoki (ja) (PL)     |                                 | Kiyomi Abe (ja) (PSJ)                    |                             | Shunsaku Noda (Ryokufūkai)       | Takao Nishida (PLD)              |                                 |                                 |                                 |                                 |
|                                   | Hōsei Yoshida (PSJ)               | Isamu Koyanagi (ja) (PSJ)       |                                 | Shunsaku Noda (PLD)             | Kiyomi Abe (ja) (PSJ)                    |                             | Toshihiro Kennoki (PLD)          | Takao Nishida (PLD)              | 1959                            |                                 |                                 |                                 |
| 1962                              | Hōsei Yoshida (PSJ)               |                                 | Hikaru Kamei (ja) (PLD)         | Shunsaku Noda (PLD)             | Isamu Koyanagi (PSJ)                     | Ryūsuke Moribe (ja) (PLD)   | Toshihiro Kennoki (PLD)          |                                  |                                 |                                 |                                 |                                 |
| Ichitarō Komiya (ja) (PSJ)        | 1963,                             |                                 | Hikaru Kamei (ja) (PLD)         | Shunsaku Noda (PLD)             | Isamu Koyanagi (PSJ)                     | Ryūsuke Moribe (ja) (PLD)   | Toshihiro Kennoki (PLD)          |                                  |                                 |                                 |                                 |                                 |
|                                   | Toshihiro Kennoki (PLD)           | Momotarō Yanagida (ja) (PLD)    | Hikaru Kamei (ja) (PLD)         |                                 | Isamu Koyanagi (PSJ)                     | Ryūsuke Moribe (ja) (PLD)   | Akira Ono (ja) (PSJ)             | 1965                             |                                 |                                 |                                 |                                 |
| ,1967                             | Toshihiro Kennoki (PLD)           | Momotarō Yanagida (ja) (PLD)    | Katsuyuki Onimaru (ja) (PLD)    |                                 | Isamu Koyanagi (PSJ)                     | Ryūsuke Moribe (ja) (PLD)   | Akira Ono (ja) (PSJ)             |                                  |                                 |                                 |                                 |                                 |
| 1968                              | Toshihiro Kennoki (PLD)           | Momotarō Yanagida (ja) (PLD)    |                                 | Isamu Koyanagi (PSJ)            |                                          | Katsuyuki Onimaru (PLD)     | Akira Ono (ja) (PSJ)             | Masafumi Yoneda (ja) (PLD)       |                                 |                                 |                                 |                                 |
|                                   | Akira Ono (PSJ)                   | Toshihiro Kennoki (PLD)         |                                 | Isamu Koyanagi (PSJ)            | Momotarō Yanagida (PLD)                  | Katsuyuki Onimaru (PLD)     | 1971                             | Masafumi Yoneda (ja) (PLD)       |                                 |                                 |                                 |                                 |
| 1974                              | Akira Ono (PSJ)                   | Toshihiro Kennoki (PLD)         | Kazuhisa Arita (ja) (PLD)       | Isamu Koyanagi (PSJ)            | Momotarō Yanagida (PLD)                  |                             | Yoshiharu Kuwana (ja) (Kōmeitō)  |                                  |                                 |                                 |                                 |                                 |
|                                   | Masao Endō (ja) (PLD)             |                                 | Kazuhisa Arita (ja) (PLD)       | Isamu Koyanagi (PSJ)            | Tatsuru Harada (ja) (Kōmeitō)            |                             | Yoshiharu Kuwana (ja) (Kōmeitō)  | Akira Ono (PSJ)                  | 1977                            |                                 |                                 |                                 |
| 1980                              | Masao Endō (ja) (PLD)             |                                 | Shūji Kurauchi (ja) (PLD)       |                                 | Tatsuru Harada (ja) (Kōmeitō)            | Isamu Koyanagi (PSJ)        | Yoshiharu Kuwana (ja) (Kōmeitō)  | Akira Ono (PSJ)                  |                                 |                                 |                                 |                                 |
| 1983                              | Masao Endō (ja) (PLD)             |                                 | Shūji Kurauchi (ja) (PLD)       |                                 | Tatsuru Harada (ja) (Kōmeitō)            | Isamu Koyanagi (PSJ)        | Yoshiharu Kuwana (ja) (Kōmeitō)  | Akira Ono (PSJ)                  |                                 |                                 |                                 |                                 |
| 1986                              | Masao Endō (ja) (PLD)             | Yukihiro Fukuda (ja) (PLD)      | Shirō Watanabe (ja) (PSJ)       |                                 | Tatsuru Harada (ja) (Kōmeitō)            | Kazuki Motomura (ja) (PLD)  |                                  | Akira Ono (PSJ)                  |                                 |                                 |                                 |                                 |
| ,1989                             | Masao Endō (ja) (PLD)             |                                 | Shirō Watanabe (ja) (PSJ)       | Sadao Fuchigami (ja) (PSJ)      | Tatsuru Harada (ja) (Kōmeitō)            | Kazuki Motomura (ja) (PLD)  |                                  | Akira Ono (PSJ)                  |                                 |                                 |                                 |                                 |
|                                   | Akira Ono (PSJ)                   | Kentarō Koba (ja) (Kōmeitō)     | Shirō Watanabe (ja) (PSJ)       | Sadao Fuchigami (ja) (PSJ)      |                                          | Kazuki Motomura (ja) (PLD)  | Kei Ōma (ja) (PLD)               | 1989                             |                                 |                                 |                                 |                                 |
| Shigeko Mieno (ja) (PSJ)          | 1990,                             | Kentarō Koba (ja) (Kōmeitō)     | Shirō Watanabe (ja) (PSJ)       | Sadao Fuchigami (ja) (PSJ)      |                                          | Kazuki Motomura (ja) (PLD)  | Kei Ōma (ja) (PLD)               |                                  |                                 |                                 |                                 |                                 |
| Shigeko Mieno (ja) (PSJ)          | ,1991                             | Kentarō Koba (ja) (Kōmeitō)     | Shirō Watanabe (ja) (PSJ)       | Sadao Fuchigami (ja) (PSJ)      | Kichinosuke Shigetomi (ja) (PLD)         |                             | Kei Ōma (ja) (PLD)               |                                  |                                 |                                 |                                 |                                 |
| Shigeko Mieno (ja) (PSJ)          | 1992                              | Kentarō Koba (ja) (Kōmeitō)     | Shirō Watanabe (ja) (PSJ)       |                                 | Kazunobu Yokoo (ja) (Kōmeitō)            | Gōtarō Yoshimura (ja) (PLD) | Kei Ōma (ja) (PLD)               |                                  |                                 |                                 |                                 |                                 |
|                                   | Kentarō Koba (Shinshintō)         |                                 | Shirō Watanabe (ja) (PSJ)       | Shigeko Mieno (PSJ)             | Kazunobu Yokoo (ja) (Kōmeitō)            | Gōtarō Yoshimura (ja) (PLD) | –                                | –                                | 1995                            |                                 |                                 |                                 |
| 1998                              | Kentarō Koba (Shinshintō)         |                                 | Kazuo Hirotomo (ja) (Ind.)      | Shigeko Mieno (PSJ)             |                                          | Gōtarō Yoshimura (PLD)      | –                                | –                                | –                               | –                               |                                 |                                 |
|                                   | Masaji Matsuyama (ja) (PLD)       |                                 | Kazuo Hirotomo (ja) (Ind.)      | Tsukasa Iwamoto (ja) (PDJ)      | 2001                                     | Gōtarō Yoshimura (PLD)      | –                                | –                                | –                               | –                               |                                 |                                 |
| 2004                              | Masaji Matsuyama (ja) (PLD)       |                                 | Tsutomu Ōkubo (ja) (PDJ)        | Tsukasa Iwamoto (ja) (PDJ)      |                                          | Gōtarō Yoshimura (PLD)      | –                                | –                                | –                               | –                               |                                 |                                 |
|                                   | Tsukasa Iwamoto (PDJ)             |                                 | Tsutomu Ōkubo (ja) (PDJ)        | Masaji Matsuyama (PLD)          | 2007                                     | Gōtarō Yoshimura (PLD)      | –                                | –                                | –                               | –                               |                                 |                                 |
| 2010                              | Tsukasa Iwamoto (PDJ)             |                                 | Satoshi Ōie (ja) (PLD)          | Masaji Matsuyama (PLD)          |                                          | Tsutomu Ōkubo (PDJ)         | –                                | –                                | –                               | –                               |                                 |                                 |
|                                   | Masaji Matsuyama (PLD)            |                                 | Satoshi Ōie (ja) (PLD)          | Kuniyoshi Noda (ja) (PDJ)       | 2013                                     | Tsutomu Ōkubo (PDJ)         | –                                | –                                | –                               | –                               |                                 |                                 |
| 2016                              | Masaji Matsuyama (PLD)            |                                 | Yukihito Koga (ja) (PDP)        | Kuniyoshi Noda (ja) (PDJ)       |                                          | Satoshi Ōie (PLD)           | –                                | –                                |                                 | Hiromi Takase (ja) (Kōmeitō)    |                                 |                                 |
|                                   | Masaji Matsuyama (PLD)            | Rokuta Shimono (ja) (Kōmeitō)   | Yukihito Koga (ja) (PDP)        |                                 | Kuniyoshi Noda (PDC)                     | Satoshi Ōie (PLD)           | 2019                             |                                  |                                 | Hiromi Takase (ja) (Kōmeitō)    |                                 |                                 |
| 2022                              | Masaji Matsuyama (PLD)            | Rokuta Shimono (ja) (Kōmeitō)   |                                 | Satoshi Ōie (PLD)               | Kuniyoshi Noda (PDC)                     |                             | Yukihito Koga (PDC)              | Kōzō Akino (ja) (Kōmeitō)        |                                 |                                 |                                 |                                 |
|                                   | Masaji Matsuyama (PLD)            | Yūko Nakada (ja) (Sanseitō)     |                                 | Satoshi Ōie (PLD)               | Rokuta Shimono (Kōmeitō)                 | 2025                        | Yukihito Koga (PDC)              | Kōzō Akino (ja) (Kōmeitō)        |                                 |                                 |                                 |                                 |